# Lijst van bekende Peruvianen
Dit is een lijst van bekende Peruvianen.

## Acteurs
- Silvana Arias
- Christian Meier[1]
- Gianella Neyra[2]

## Fotografen
- Martín Chambi

## Modellen
- María García (Miss World 2004)[3]
- Claudia Hernández[4]
- Juana Burga Cervera[5]
- Madeleine Hartog Bell[6]
- Gladys Zender[7]

## Muzikanten
- Augusto Polo Campos[8][9]
- Pedro Suárez Vértiz[10]
- Yma Súmac[11]
- Gian Marco Zignago[12]
- FKC
- Blanco & Negro
- Juancarlos Caipo

## Politici
Categorie:Peruviaans politicus
- Túpac Amaru
- Hugo Blanco
- Alberto Fujimori
- Pachacuti
- Arturo Woodman Pollit

## Regisseurs
- Heddy Honigmann

## Schrijvers
Categorie:Peruviaans schrijver
- César Vallejo
- Ricardo Palma[13]
- Manuel Gonzalez Prada
- Isabel Sabogal
- Mario Vargas Llosa
- Blanca Varela
- Ciro Alegría

## Voetballers
- José Paolo Guerrero Gonzales[14]
- Teófilo Cubillas[15]
- Jefferson Farfán[16]
- Claudio Pizarro[17]
- Nolberto Solano[18]
- César Cueto[19][20]
- Juan Vargas[21]
- Carlos Zambrano[22]
- Alberto Junior Rodríguez[23]
- Héctor Chumpitaz[24][25]
- Pedro Pablo León[26][27]
- Alberto Gallardo[28]
- José Carranza[29]
- Teodoro Fernández
- José del Solar[30]

## Wetenschappers
- Alberto Cazorla
- Pedro Paulet
- Walter Alva[31]
- Santiago Antúnez de Mayolo[32]